# Anatoli Bondartsjoek

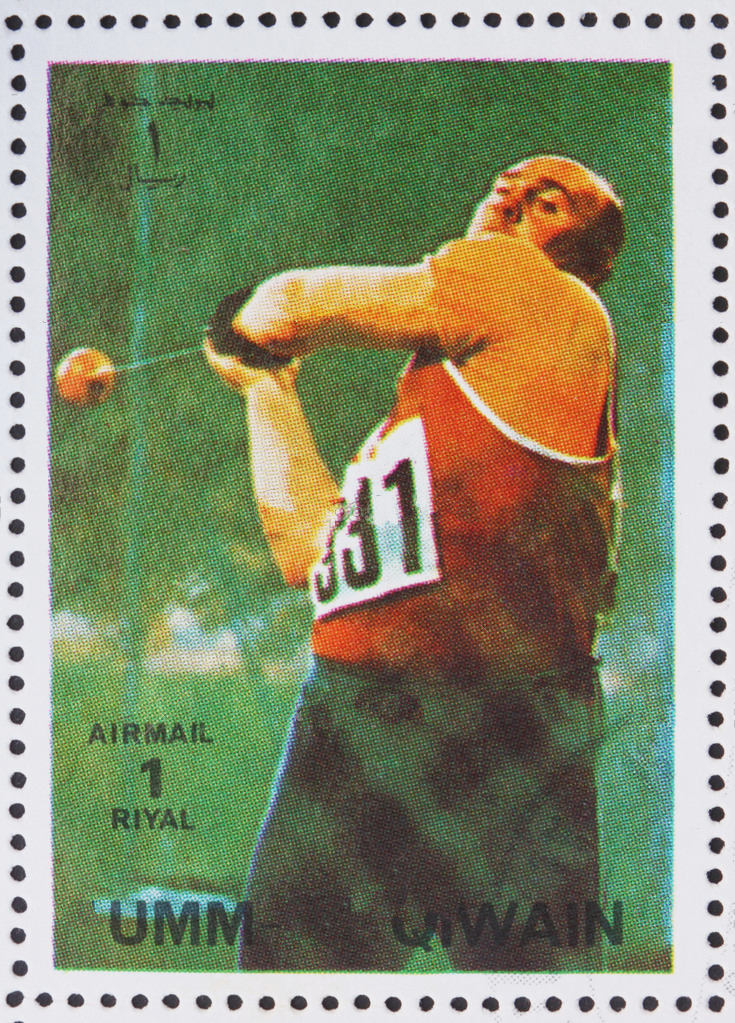
Postzegel ter ere van de olympische titel van Anatoli Bondartsjoek in 1972.

Anatoli Pavlovitsj Bondartsjoek (Russisch: Анато́лий Па́влович Бондарчу́к) (Starokonstantinov, 31 mei 1940) is een voormalige Sovjet-atleet, die gespecialiseerd was in het kogelslingeren. Hij werd in deze discipline olympisch kampioen, Europees kampioen, meervoudig nationaal kampioen en had twee jaar lang het wereldrecord in handen.

## Biografie

### Goud plus record op EK
Bondartsjoek ontwikkelde zich als kogelslingeraar slechts langzaam. Zo deed hij er negen jaar over om zijn worpen in de buurt van de 70 meter te doen belanden. Dat lukte hem pas in 1967. Twee jaar later behaalde hij zijn eerste grote succes. Hij won toen de gouden medaille op de Europese kampioenschappen van 1969 in Athene. Met een wereldrecord van 74,68 m versloeg hij zijn landgenoot Romuald Klim (zilver) en de Oost-Duitser Reinhard Theimer (brons). Later dat jaar verbeterde hij het wereldrecord tot 75,48, waarmee hij de eerste ter wereld werd die de grens van 75 meter overschreed. Dit record hield stand tot 4 september 1971, toen het werd verbroken door de West-Duitser Walter Schmidt.
Overigens hadden beiden een maand eerder de boot nog gemist. Want op de EK in Helsinki hadden de oude noch de toekomstige nieuwe wereldrecordhouder kunnen voorkomen, dat de Duitser Uwe Beyer in de Finse hoofdstad bij het kogelslingeren met 72,36 aan het langste eind had getrokken, gevolgd door de Oost-Duitser Theimer met 71,80. Bondartsjoek had het er als derde met 71,40 nog het beste vanaf gebracht. Schmidt was met 70,54 niet verder gekomen dan een vijfde plaats.

### Olympisch goud
In 1972 speelde Anatoli Bondartsjoek op de Olympische Spelen van München echter weer een hoofdrol en veroverde de gouden medaille. Met een beste poging van 75,50 versloeg hij de Oost-Duitser Jochen Sachse (zilver; 74,96) en zijn landgenoot Vasilii Chmelevski. Vier jaar later moest hij met 75,48 genoegen nemen met een bronzen medaille. Deze wedstrijd werd gewonnen door zijn landgenoot en latere pupil Joeri Sedych met 77,52.

### Trainer
Nog tijdens zijn atletiekcarrière startte Bondartsjoek, die een doctoraat in de Pedagogische Wetenschappen had behaald aan de universiteit van Kiev, tevens als trainer. Joeri Sedych was een van zijn eerste en bekendste pupillen, die zijn leermeester dus op de Spelen in Montreal wist te verslaan. Nadien ontwikkelde Bondartsjoek zich tot een van de beste kogelslingertrainers ter wereld. Hij begeleidde 23 atleten, met inbegrip van wereldrecordhouder Joeri Sedych, bij de Olympische Spelen.
In 2004 verhuisde Bondartsjoek naar Kamloops, in Canadees Brits-Columbia, waar hij de daar geboren kogelstoter Dylan Armstrong, bronzenmedaillewinnaar op de Olympische Spelen van 2008, trainde.

### Onderscheiden
Als atleet trainde Bondartsjoek bij VSS Kolos in Kiev. Hij werd onderscheiden met de Orde van de Rode Vlag van de Arbeid (1976) en de Orde van de rode vlag van eer (1972).

## Titels
- Olympisch kampioen kogelslingeren - 1972
- Europees kampioen kogelslingeren - 1969
- Sovjet-kampioen kogelslingeren - 1969, 1970, 1972, 1973

## Persoonlijk record
| Onderdeel      | Prestatie | Datum           | Plaats |
| -------------- | --------- | --------------- | ------ |
| kogelslingeren | 77,42 m   | 21-23 juni 1976 | Kiev   |

## Wereldrecords

### Mannen
| Afstand | Datum             | Plaats |
| ------- | ----------------- | ------ |
| 74,68 m | 20 september 1969 | Athene |
| 75,48 m | 13 oktober 1969   | Rowno  |

## Palmares

### kogelslingeren
- 1969:  Sovjet-kamp. - 73,48 m
- 1969:  EK - 74,68 m (WR)
- 1970:  Europacup - 70,69 m
- 1970:  Sovjet-kamp. - 70,86 m
- 1971:  EK - 71,40 m
- 1972:  Sovjet-kamp. - 75,54 m
- 1972:  OS - 75,50 m (OR)
- 1972:  Europacup - 74,08 m
- 1973:  Sovjet-kamp. - 75,20 m
- 1974: 16e in kwal. EK - 66,62 m
- 1976:  Sovjet-kamp. - 77,42 m
- 1976:  OS - 75,48 m

1900: John Flanagan ·
1904: John Flanagan ·
1908: John Flanagan ·
1912: Matt McGrath ·
1920: Patrick Ryan ·
1924: Fred Tootell ·
1928: Pat O'Callaghan ·
1932: Pat O'Callaghan ·
1936: Karl Hein ·
1948: Imre Németh ·
1952: József Csermák ·
1956: Harold Connolly ·
1960: Vasili Roedenkov ·
1964: Romuald Klim ·
1968: Gyula Zsivótzky ·
1972: Anatoli Bondartsjoek ·
1976: Joeri Sedych ·
1980: Joeri Sedych ·
1984: Juha Tiainen ·
1988: Sergej Litvinov ·
1992: Andrej Abdoevalijev ·
1996: Balázs Kiss ·
2000: Szymon Ziółkowski ·
2004: Koji Murofushi ·
2008: Primož Kozmus ·
2012: Krisztián Pars ·
2016: Dilsjod Nazarov ·
2020: Wojciech Nowicki ·
2024: Ethan Katzberg